# Tuberculatus remaudierei
Tuberculatus remaudierei är en insektsart. Tuberculatus remaudierei ingår i släktet Tuberculatus och familjen långrörsbladlöss. Inga underarter finns listade i Catalogue of Life.